# Guldørred
Guldørreden er en fremavlet variant af fiskearten regnbueørred (Oncorhynchus mykiss) som er kendetegnet ved at være orange.

## Oprindelse
Farvevarianten er fremavlet af den danske dambruger Svend Pape fra Purhus Dambrug og introduceret som spisefisk i 1980'erne. Det er en krydsning mellem varianterne Donaldson regnbueørred og Camlops regnbueørred. Oprindeligt ønskede Svend Pape at lave en blå ørred med god kødkvalitet, men resultatet blev en gul eller orange farve. Avlarbejdet begyndte i 1967, og efter 17 års avlarbejde var guldørreden klar. Omkring 1996 producerede Purhus Dambrug 5 tons guldørred om året som kunne sælges for omkring 40 kr. pr. kg, hvilket var 2-3 gange så meget som almindelige regnbueørreder kunne sælges for.

## Udseende
Guldørreden ligner i kropsform regnbueørreden, og har den samme karakteristiske røde stribe på siden. Men i modsætning til sin forfader, har regnbueørreden en markant orange/gylden farve. Deraf navnet guldørred.
Guldørreden bliver typisk op til 6 kg i danske dambrug, hvilket er lidt mindre end normale regnbueørred. Den største guldørred fanget i en dansk put og take-sø blev registret i 2017. Den vejede 9,4 kg og var 79 cm lang.

## Udbredelse
Guldørred avles i dambrug, og findes ofte udsat i danske Put & Take-søer. I 2010 undslap et antal guldørreder fra et havbrug ved Sydsjælland.